# Psittacanthus brachynema
Psittacanthus brachynema är en tvåhjärtbladig växtart som beskrevs av August Wilhelm Eichler. Psittacanthus brachynema ingår i släktet Psittacanthus och familjen Loranthaceae. Inga underarter finns listade i Catalogue of Life.